# Bateria wannowo-prysznicowa
Bateria wannowa – rodzaj baterii wodociągowej służący do zasilania w wodę bieżącą prysznica – natrysku. Z uwagi na sposób montażu, baterie wannowo prysznicowe można podzielić na: montowane na brzegu wanny bądź specjalnie wykonanej półce (bateria sztorcowa), montowane obok wanny na podłodze (bateria sztorcowa – wysoka) lub na ścianie w pobliżu wanny (bateria ścienna). Do baterii wannowo-prysznicowych stosuje się większość podziałów jak w przypadku "baterii wodociągowych". Bateria wannowo-prysznicowa różni się od baterii wannowej obecnością podłączenia prysznica.

Baterie wannowo-prysznicowe
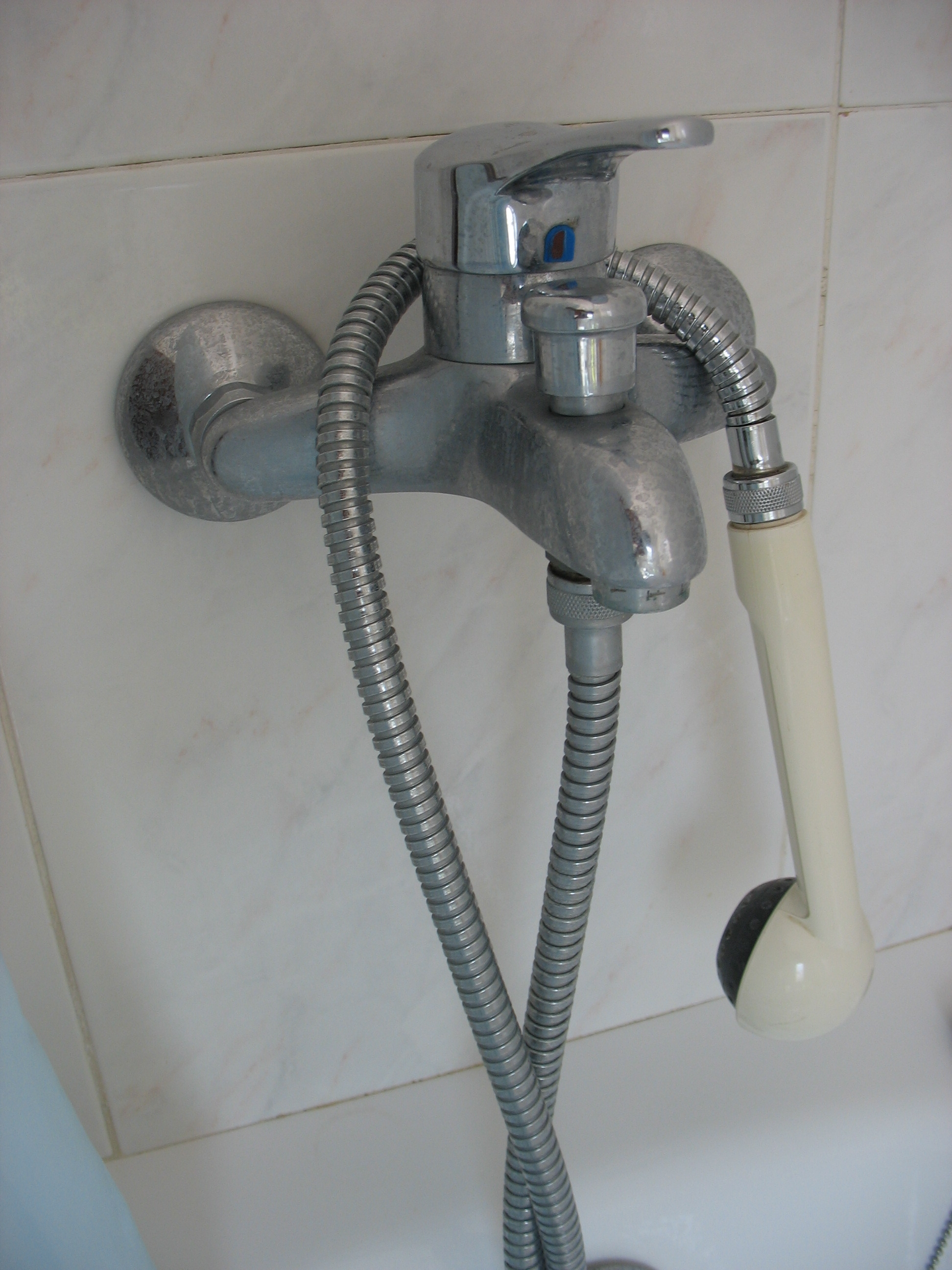
jednouchwytowa
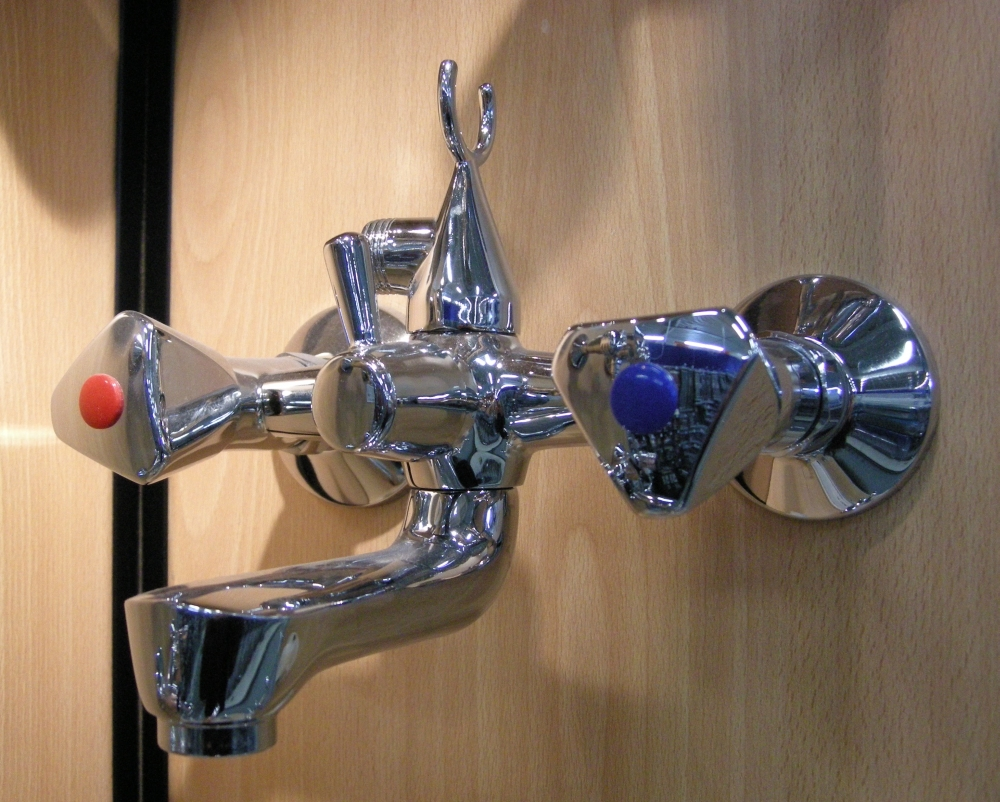
dwuuchwytowa
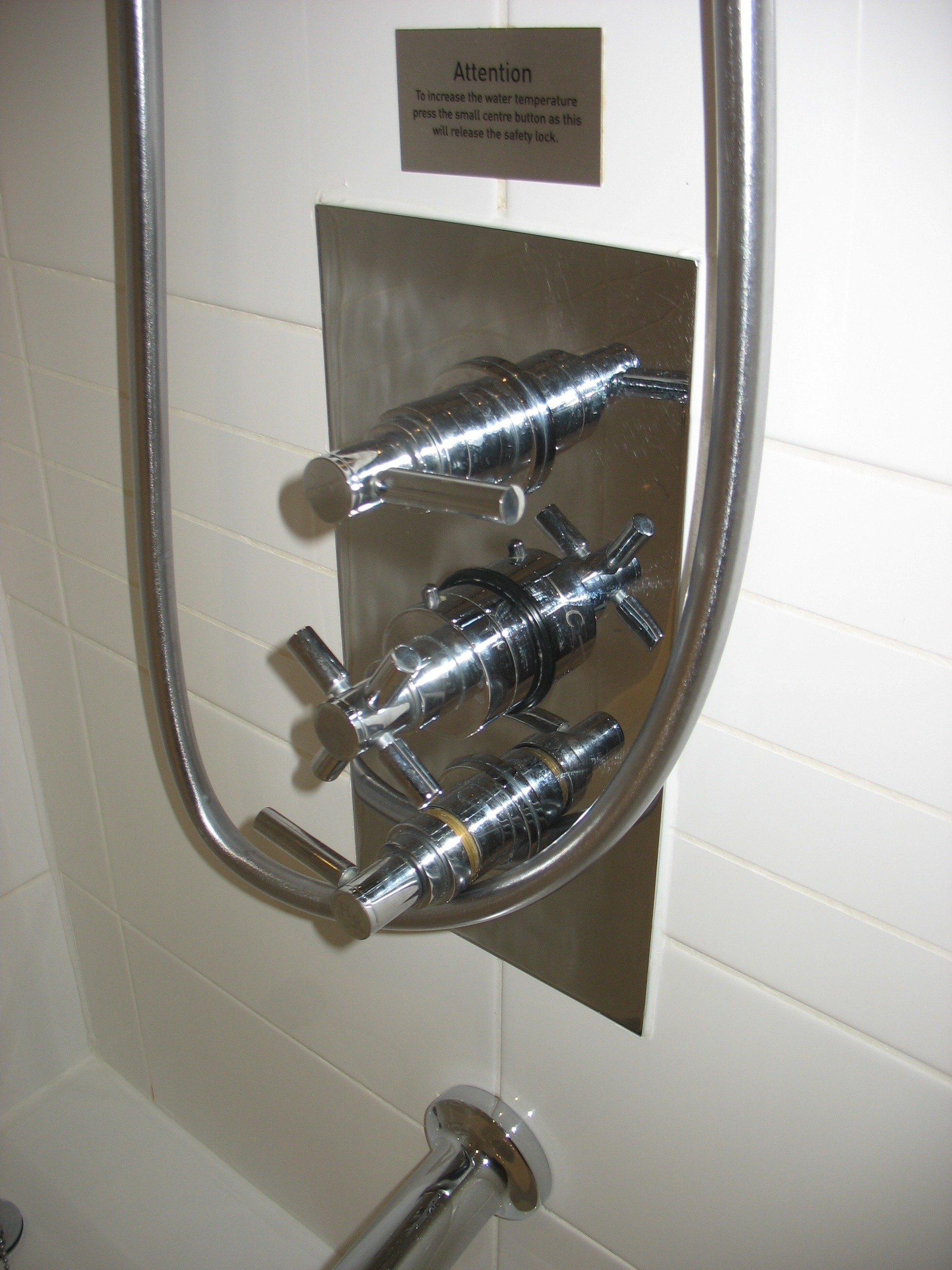
wpuszczona w ścianę
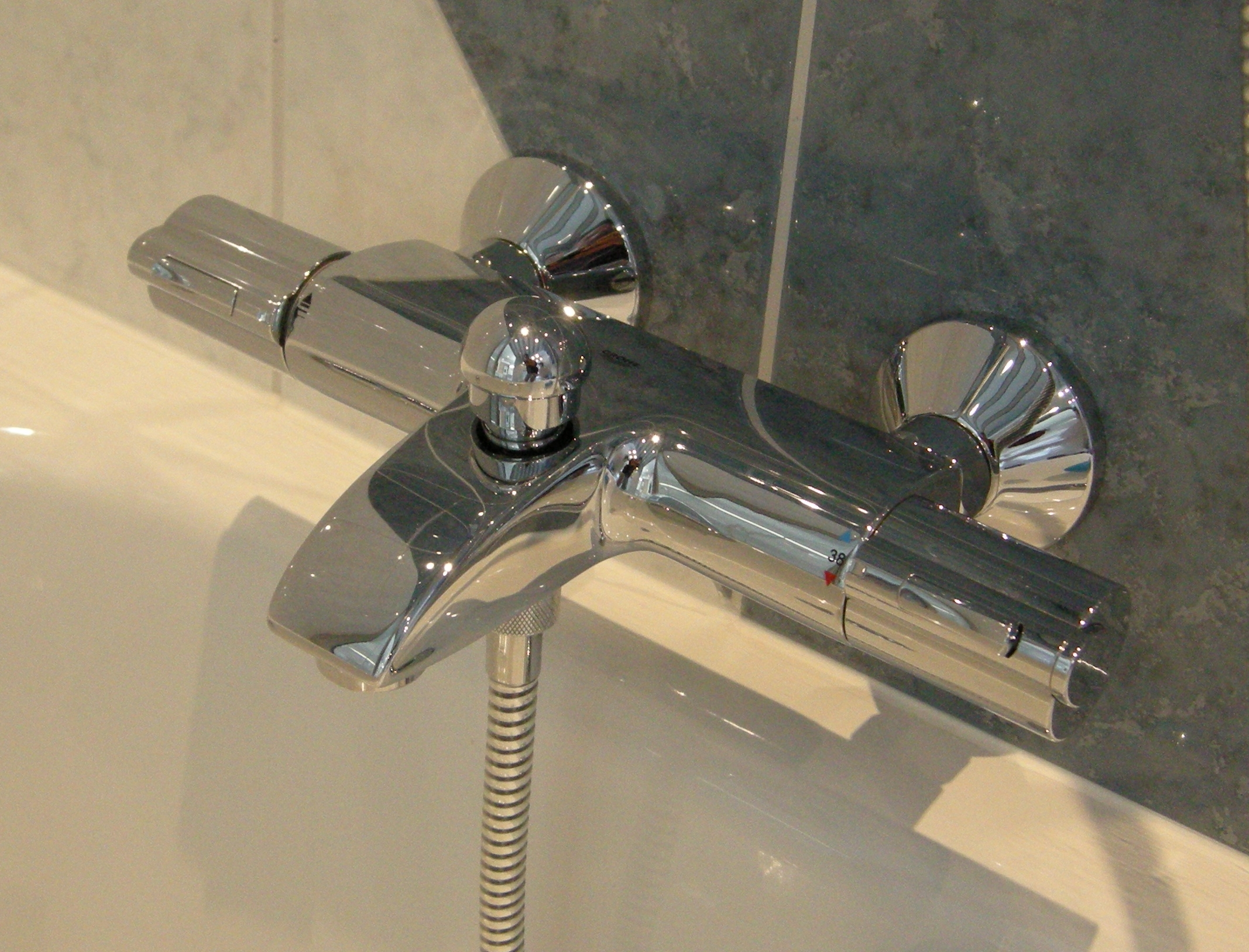
z termostatem